# Президентство Рональда Рейгана
Президентство Рональда Рейгана розпочалося опівдні EST 20 січня 1981 року, коли Рональд Рейган був приведений до присяги 40-м президентом Сполучених Штатів, і закінчилося 20 січня 1989 року. Рейган, республіканець з Каліфорнії, вступив в посаду після переконливої перемоги над Демократичним чинним президентом Джиммі Картером на президентських виборах в 1980 році. Рейгана змінив його віце-президент Джордж Герберт Вокер Буш, який переміг на президентських виборах 1988 року за підтримки Рейгана. Вибори Рейгана 1980 року були наслідком різкого консервативного зсуву вправо в американській політиці, включаючи втрату довіри до ліберальних програм, програми Новий курс та Великого суспільства, які домінували в національній програмі з 1930-х років.
Внутрішньодержавна адміністрація Рейгана здійснила значне зниження податків, прагнула скоротити невійськові витрати та скасувала федеральні норми. Економічна політика адміністрації, відома як «Рейганоміка», була натхненна економікою пропозиції. Поєднання скорочень податків та збільшення витрат на оборону призвело до дефіциту бюджету, а федеральний борг значно збільшився під час перебування Рейгана. Рейган підписав Закон про податкову реформу 1986 року (який спростив податковий кодекс за рахунок зниження ставок та усунення кількох податкових пільг) та Закон про реформування та контроль за імміграцією 1986 р. (Який прийняв численні зміни до імміграційного закону США та призначив амністію для трьох мільйонів нелегальних іммігрантів). Рейган також призначив більше федеральних суддів, ніж будь-який інший президент, включаючи чотирьох суддів Верховного суду.
Зовнішня політика Рейгана була рішуче антикомуністичною, її план дій, відомий як доктрина Рейгана, прагнув відмовити глобальний вплив Радянського Союзу в спробі припинити холодну війну. Відповідно до цієї доктрини, адміністрація Рейгана ініціювала масове нарощування військових США, пропагувала нові технології, такі як системи протиракетної оборони, і в 1983 році здійснив вторгнення в Гренаду, першу велику закордонну акцію американських військ з кінця війни у В'єтнамі. Адміністрація також створила суперечки, надавши допомогу воєнізованим силам прагнувши повалити ліві уряди, зокрема у Центральній Америці та Афганістані, розбитому війною. Зокрема, адміністрація Рейгана займалася прихованими продажами зброї до Ірану для фінансування повстанців Контрас в Нікарагуа, які боролися за повалення соціалістичного уряду своєї нації, виник скандал, що призвів до засудження і відставки декількох посадових осіб адміністрації. Під час другого терміну Рейгана він домагався тісніших відносин з радянським лідером Михайлом Горбачовим, і два лідери підписали основний договір про контроль над озброєнням, відомий як Договір INF.
Покинувши посаду в 1989 році, Рейган мав рейтинг схвалення в 68 %. Цей рейтинг відповідає рейтингу схвалення Франкліна Д. Рузвельта та Білла Клінтона як найвищий рейтинг президента, який покидає посаду, в сучасну епоху. Історики та політологи загалом оцінюють Рейгана як президента вище середнього рівня. Через вплив Рейгана на публічний дискурс та пропаганду американського консерватизму, деякі історики назвали період під час і після його президентства як «Епоха Рейгана».

## Консервативні зрушення в політиці

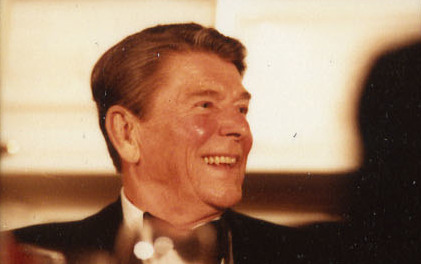
Рейган у лютому 1985 року

Ще до того, як стати президентом, Рейган був лідером драматичної консервативної зміни, яка підривала багато внутрішньої та зовнішньої політики, що домінувала в національному порядку денному протягом десятиліть. Основним фактором піднесення консерватизму була зростаюча недовіра до влади після скандалу Вотергейт. Незважаючи на те, що недовіра до високих чиновників була американською властивістю протягом двох століть, Вотергейт викликав підвищений рівень підозр і закликав ЗМІ брати участь у енергійному пошуку скандалів. Несподіваним новим фактором стала поява релігійного права як згуртованої політичної сили, яка надала сильну підтримку консерватизму.
Інші чинники піднесення консервативного руху — появу «культурної війни» як трикутної битви між консерваторами, традиційними лібералами та Новою лівою, що стосується таких питань, як свобода особистості, розлучення, сексуальна свобода, аборти та гомосексуальність. Масовий рух населення з міст до околиць призвів до створення нової групи виборців, менш прихильних до економічної політики Нового Курсу та машинної політики. Тим часом, для консервативних південно-білих, особливо добре освічених приміських районів, стало соціально прийнятним голосувати за республіканців. Хоча законодавство про громадянські права 1960-х років було тріумфальним питанням для лібералізму і створило новий, продемократичний чорний електорат, воно також зруйнувало аргумент, що білі повинні були голосувати за демократів, щоб захистити сегрегацію на Півдні. Відповідаючи на ці різні тенденції, Рейган та інші консерватори успішно представляли консервативні ідеї як альтернативу громадськості, яка розчарувалась у лібералізмі Нового Курсу та Демократичній партії. Харизма та навички говоріння Рейгана допомогли йому оформити консерватизм як оптимістичне, перспективне бачення країни.

## Вибори 1980 року

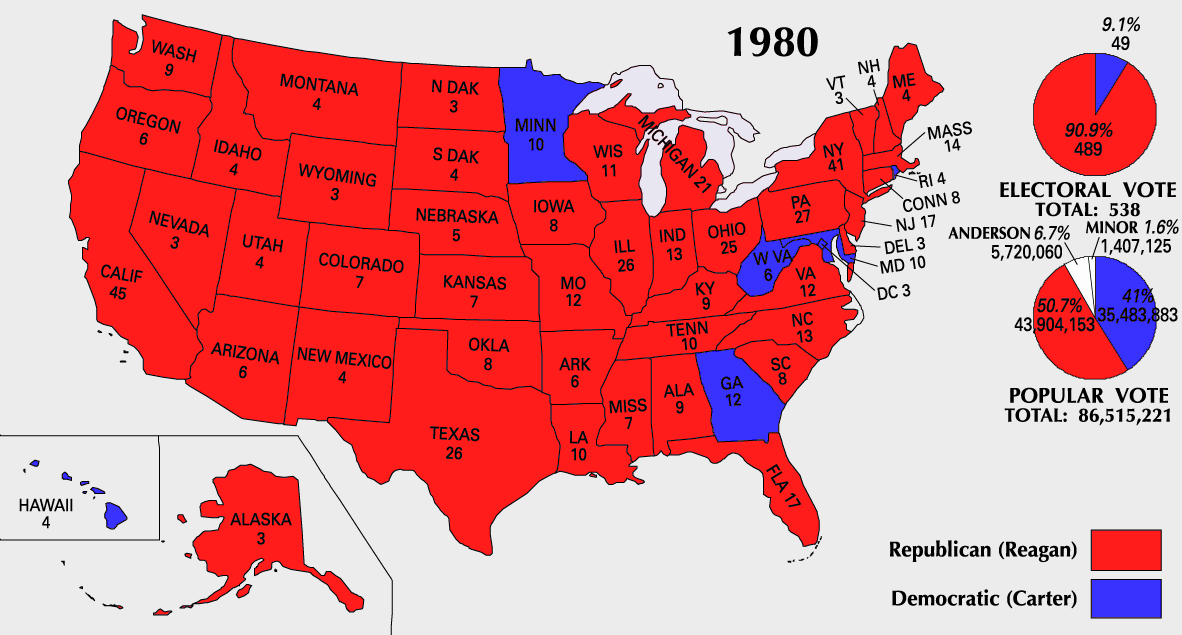
Результати виборів 1980 року.

Рейган, який обіймав посаду губернатора Каліфорнії з 1967 по 1975 рік, вузько втратив республіканські праймеріз 1976 р. колишньому президенту Джеральду Форду. З поразкою Форда демократу Джиммі Картеру на виборах 1976 року Рейган негайно став переможцем у республіканській президентській номінації 1980 року. Улюбленець консервативного руху, Рейган зіткнувся з більш поміркованими республіканцями, такими як Джордж Буш, Говард Бейкер та Боб Доул у республіканських президентстких праймеріз 1980 року. Після того, як Буш переміг у штаті Айова, він став головним суперником Рейгана, але Рейган переміг в первинному Нью-Гемпширі та більшості наступних праймеріз, отримавши непереборне керівництво делегатами до кінця березня 1980 року. Рейган відступив від ідеї зі страху перед «співдружством», в якому Форд буде проявляти незвичайний ступінь сили. Натомість Рейган вибрав Буша, а кандидатура Рейгана-Буша була висунута на Республіканській національній конвенції 1980 року. Тим часом Картер переміг у демократичній номінації, перемігши головного суперника сенатора Теда Кеннеді. Опитування, проведені після партійних конвенцій, показали зв'язану гонку між Рейганом та Картером, тоді як незалежний кандидат Джон Б. Андерсон мав підтримку багатьох поміркованих.
Загальна кампанія 1980 року між Рейганом та Картером була проведена на тлі безлічі побутових проблем та тривалої кризи з заручниками Ірану. Після перемоги в республіканській номінації Рейган попрямував до центру. Незважаючи на те, що він продовжував відстоювати велике зниження податків, Рейган відмовився від своєї підтримки вільної торгівлі та приватизації соціального забезпечення та пообіцяв розглянути договори про контроль над озброєнням з Радянським Союзом. Натомість він намагався зосередити перегони на керуванні Картером економіки. Засмучений низьким рейтингом схвалення, Картер також проводив негативну кампанію, зосереджуючись на передбачуваному ризику війни, якщо Рейган вступить на посаду.
Рейган та Картер зустрілися в одній президентській дискусії, що відбулася лише за тиждень до дня виборів. Рейган виголосив ефективну промову, запитавши виборців: «Чи вам краще, ніж вам були чотири роки тому?… Чи так поважають Америку в усьому світі, як це було?» Незважаючи на те, що перегони широко розцінювались як близьке змагання, Рейган переміг у значній більшості виборців, які не визначились. Рейган виграв 50,7 % голосів населення і 489 з 538 голосів виборців. Картер виграв 41 % голосів народного голосування та 49 голосів виборців, а Андерсон — 6,6 % голосів населення. Під час паралельних виборів до конгресу республіканці вперше взяли під контроль Сенат з 1950-х років, а демократи зберегли контроль над Палатою представників.

## Адміністрація

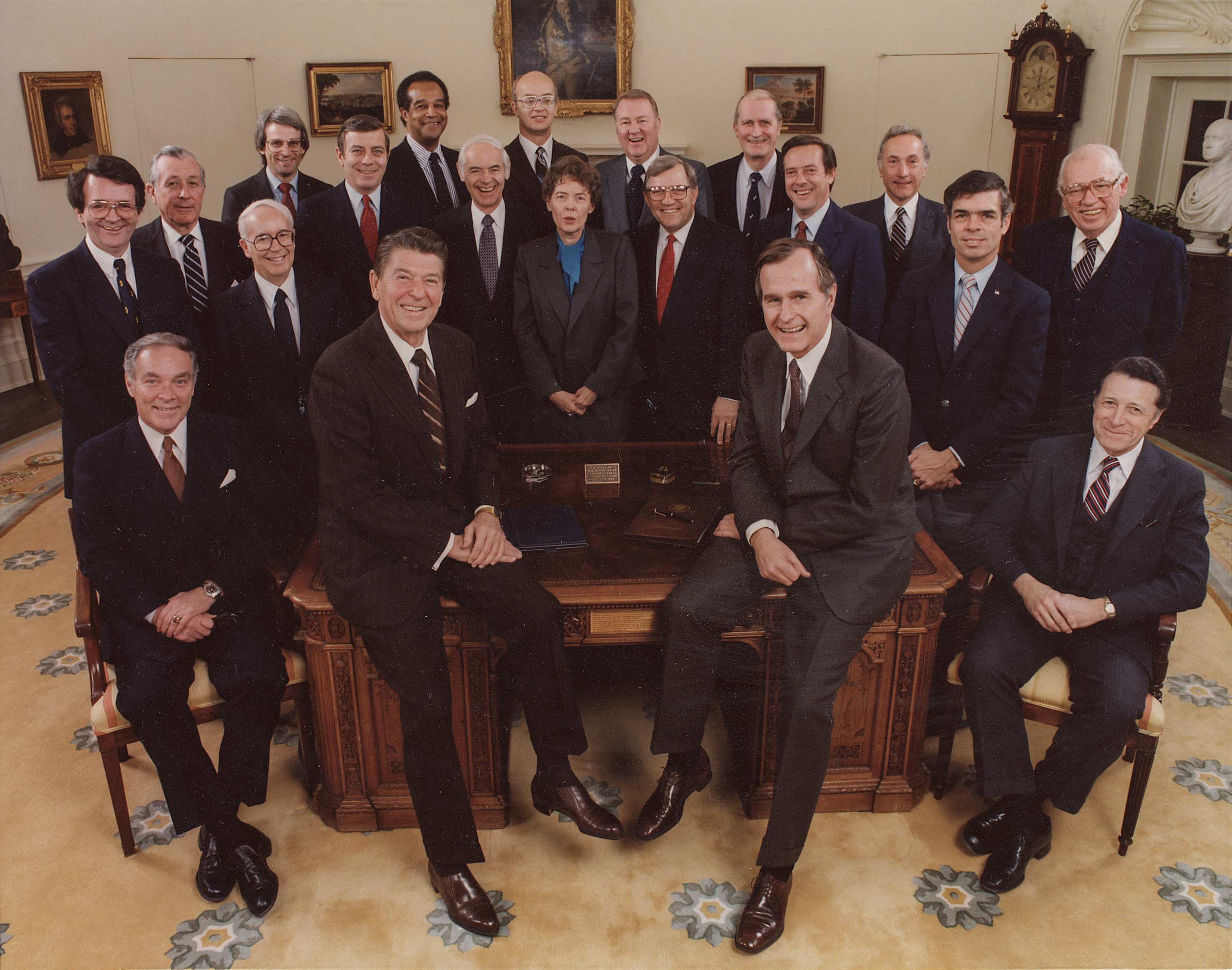
Кабінет президента Рейгана в 1981 році

Рейган призначив Джеймса Бейкера, який проводив кампанію Буша 1980 року, як свого першого керівника. Бейкер, заступник начальника штабу Майкл Дівер та радник Едвін Міз сформували «трійку», ключових службовців Білого дому на початку президентства Рейгана. Бейкер швидко зарекомендував себе як найпотужніший член трійки та наглядач щоденних операцій, тоді як Міз мав номінальне лідерство у розробці політики і Дівер організував публічні виступи Рейгана. Окрім трійки, інші важливі співробітники Білого дому включали Річарда Дармана, директора з комунікацій Девіда Гергена.
Рейган обрав Александра Гейга, колишнього генерала, який займав посаду начальника штабу Річарда Ніксона, своїм першим державним секретарем. Серед інших найважливіших посадових осіб Кабміну були міністр оборони Каспар Вайнбергер, колишній чиновник кабінету Ніксона, який голосував за збільшення витрат на оборону, та міністр фінансів Дональд Ріган, керівник банку. Рейган обрав Девіда Стокмена, молодого конгресмена з Мічигану, директором Управління та бюджету. Директор ЦРУ Вільям Дж. Кейсі постав як важлива фігура в адміністрації, оскільки ЦРУ чітко поставилося до ініціатив Рейгана з холодної війни. Ріган погіршив значення радника з національної безпеки, і шість різних осіб обіймали цю посаду під час президентства Рейгана.
Гейг покинув кабінет у 1982 році після сутичок з іншими членами адміністрації Рейгана, і його замінив інший колишній чиновник адміністрації Ніксона, Джордж П. Шульц. До 1982 року радник з національної безпеки Вільям П. Кларк-молодший, посол в ООН Джин Кіркпатрік та директор ЦРУ Кейсі визнали себе головними фігурами у формуванні зовнішньої політики адміністрації. Зрештою Шульц став найбільш впливовою зовнішньополітичною діяльністю адміністрації, рухаючи адміністрацію до менш конфронтаційної політики з Радянським Союзом.
Бейкер та міністр фінансів Ріган змінили свої посади на початку другого терміну Рейгана. Рейган централізував владу в своєму кабінеті, і він взяв на себе обов'язки, які виконували Бейкер, Дівер та Міз, останнього з яких змінив Вільям Френч Сміт на посаді генерального прокурора в 1985 році. Ріган часто вступав в сутичку з Першою Леді Ненсі Рейган, і він залишив адміністрацію внаслідок справи Іран-Контрас і втрати республіканців на проміжних виборах 1986 року. Рігана замінив колишній лідер більшості Сенату Говард Бейкер.

## Судові призначення

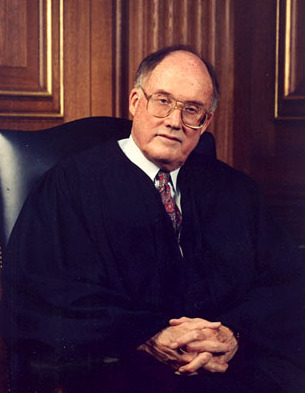
Рейган призначив Вільяма Ренквіста на посаду головного судді в 1986 році; він пробув на посаді до своєї смерті в 2005 році.

За вісім років перебування на посаді Рейган здійснив чотири успішні призначення у Верховний суд. У 1981 році він успішно висунув Сандру Дей О'Коннор на місце Поттера Стюарта, виконавши передвиборчу обіцянку призначити першу жінку у Верховний суд. Демократи, які планували рішуче проти висунень Рейгана до Верховного суду, схвалили висунення О'Коннор. Однак «християнське право» здивувало та злякало О'Коннор, якого вони побоювалися, що він не скасує рішення Верховного суду у справі «Роу проти В. Уейда», який встановив конституційне право робити аборт без зайвого втручання уряду. О'Коннор працювала у Верховному суді до 2006 року, і вона, як правило, вважалася консерватором центристом.
У 1986 році Рейган призначив юриста Вільяма Ренквіста на посаду головного судді США після того, як Воррен Бергер вирішив звільнитися. Ренквіст, член консервативного крила Суду, був третім діючим суддею ассоційованого суду, який був призначений головним суддею, після Едварда Дугласа Вайта та Харлана Ф. Стоуна. Рейган успішно висунув Антоніна Скалію на посаду Ренквіста як асоційованого суддю Верховного Суду. Скалія став членом консервативного крила Суду.
Рейган стикався з великими труднощами при заповненні остаточної вакансії Верховного Суду, яка виникла в зв'язку з виходом на пенсію Льюїс Ф. Пауелл молодшого. Рейган висунув Роберта Борка в липні 1987 року, проте кандидатура була відхилена Сенатом в жовтні 1987 року. Пізніше в тому ж місяці Рейган оголосив про висунення Дугласа Х. Гінзбурга, але Гінзбург відмовився від розгляду в листопаді 1987 р. Нарешті Рейган висунув Ентоні Кеннеді, який отримав підтвердження Сенату в лютому 1988 року. Разом з О'Коннор Кеннеді виступав ключовим поворотним голосом у Верховному суді через десятиліття після того, як Рейган пішов з посади.
Рейган призначив в цілому 368 суддів в апеляційні і окружні суди Сполучених Штатів, більше, ніж будь-який інший президент. Переважна більшість його призначених суддів були консервативними білими людьми, і багато призначених були пов'язані з консервативним федералістичним товариством. Частково тому, що Конгрес прийняв закон про створення нових федеральних судових посад у 1984 році, Рейган призначив майже половину федеральної судової влади до того часу, поки він залишив свою посаду в 1989 році.

## Спроба вбивства
Основна стаття: Замах на Рейгана
30 березня 1981 року тільки 69 днів в новій адміністрації Рейгана, його прес-секретар Джеймс Брейді, Вашингтонський поліцейський Томас Делаханті, і агент Секретної служби Тім Маккарті були вражені пострілами потенційного вбивці Джона Хінклі-молодшого за межами Вашингтонського Готелю Хілтон. Незважаючи на те, що спочатку повідомлялося, що він Рейган «близький до смерті» він одужав і був виписаний з лікарні 11 квітня, ставши першим президентом, який пережив поранення під час замаху. Невдала спроба вбивства мала великий вплив на популярність Рейгана, опитування вказали, що його рівень затвердження склав близько 73 %. Багато підопічних та журналістів згодом описали невдале вбивство як критичний момент президентства Рейгана, оскільки його нова популярність забезпечила критичний імпульс для прийняття його порядку денного.

## Внутрішні справи

### «Рейганоміка» та оподаткування

#### Закон про оподаткування економічного відшкодування 1981р.
Рейган здійснював економічну політику, засновану на економіці пропозиції, виступаючи за філософію laissez-faire та фіскальну політику вільного ринку. Податкова політика Рейгана нагадувала політику, встановлену президентом Калвіном Куліджом і міністром фінансів Ендрю Меллоном у 1920-х роках, але на Рейгана також сильно вплинули сучасні економісти, такі як Артур Лаффер, який відкинув домінуючі тоді погляди кейнсіанських економістів. Рейган покладався на Лаффера та інших економістів, стверджуючи, що зниження податків зменшить інфляцію, що йтиме проти переважаючої кейнсіанської точки зору. Прихильники пропозиції також стверджували, що зниження податків в кінцевому рахунку призведе до збільшення доходів уряду через економічне зростання, що було оскаржено багатьма економістами.
Республіканський конгресмен Джек Кемп та сенатор-республіканець Вільям Рот ледь не виграли серйозного зниження податків під час президентства Картера, але Картер не допустив прийняття законопроєкту через стурбованість дефіцитом. Рейган зробив ухвалення законопроєкту Кемп-Рота своїм головним пріоритетом у країні після вступу на посаду. Оскільки демократи контролювали Палату представників, ухвалення будь-якого законопроєкту вимагатиме підтримки деяких палатних демократів на додаток до підтримки республіканців конгресу. Перемога Рейгана в президентській кампанії 1980 року об'єднала республіканців навколо його керівництва, тоді як консервативні демократи, такі як Філ Гремм із Техасу були готові підтримати деякі консервативні політики Рейгана. Протягом 1981 року Рейган часто зустрічався з членами Конгресу, зосереджуючись особливо на завоюванні підтримки консервативних південних демократів.
У липні 1981 року Сенат проголосував 89-11 за підтримку законопроєкту про зниження податків, якій надав перевагу Рейган, і Палата згодом схвалила законопроєкт 238—195 голосів. Закон про сплату податку на відшкодування економіки 1981 року скоротив верхню граничну ставку податку на прибуток з 70 % до 50 %, знизив податок на приріст капіталу з 28 % до 20 %, більш ніж в три рази від кількості грошей звільнилися від податку на нерухомість, а також зменшився податок на прибуток підприємств. Успіх Рейгана у прийнятті головного податкового законопроєкту та скороченні федерального бюджету деякими репортерами був визнаний «революцією Рейгана», один журналіст написав, що законодавчий успіх Рейгана представляв «саму грізну внутрішню ініціативу ніж будь-який інший президент».

#### Пізні податкові акти
Зіткнувшись із занепокоєнням щодо зростаючого федерального боргу, Рейган погодився збільшити податки, підписавши Закон про податковий капітал та фіскальну відповідальність 1982 року (TEFRA). Багато прихильників Рейгана засудили TEFRA, але Рейган стверджував, що його адміністрація не зможе виграти подальше скорочення бюджету без збільшення податків. Серед інших положень TEFRA вдвічі збільшив федеральний податок на сигарети і скасував частину зменшення податку на прибуток підприємств із податкової накладної 1981 року. До 1983 року сума федерального податку впала для всіх або майже всіх американських платників податків, але найбільш сильно позначилася на заможних, питома вага доходу, сплаченого податками на найбагатших на один відсоток, знизилася з 29,8 відсотка до 24,8 відсотка. Частково через погану економіку, законодавчий оберт Рейгана втратив силу після першого року його перебування на посаді, і його партія втратила кілька місць у Палаті на виборах у Конгрес 1982 року. Порівняно з іншими проміжними виборами, втрати були відносно невеликими для партії, яка обіймає посаду президента, але консервативні демократи були менш відкритими до ініціатив Рейгана після 1982 року. Оскільки дефіцит продовжував залишатися проблемою, Рейган підписав ще один законопроєкт, який підняв податки, Закон про зменшення дефіциту 1984 року.
Після того, як Дональд Ріган зайняв посаду начальника штабу в 1985 році, адміністрація Рейгана зробила спрощення податкового кодексу центральним акцентом свого внутрішнього порядку денного на другий термін. Працюючи зі спікером палати Тіпом О'Ніллом, демократом, який також виступав за податкову реформу, Рейган подолав значну опозицію членів Конгресу обох сторін щодо прийняття Закону про податкову реформу 1986 року. Закон спростив податковий кодекс, зменшивши кількість податкових категорій до чотирьох та зменшивши кількість податкових пільг. Найвища ставка знизилася до 28 %, але податки на приріст капіталу були збільшені для тих, хто має найвищі доходи від 20 % до 28 %. Збільшення найнижчого рівня податку з 11 % до 15 % було більш ніж компенсовано розширенням особистого звільнення від сплати податків, стандартних відрахувань та отриманого податку на прибуток. Чистим результатом було усунення шести мільйонів бідних американців із списку податку на прибуток та зменшення зобов'язань з податку на прибуток на всіх рівнях доходу. Чистий ефект податкових рахунків Рейгана полягав у тому, що загальний податковий тягар тримався стабільно на рівні приблизно 19 відсотків валового національного продукту.

### Державні витрати

У телевізійному зверненні в липні 1981 р. Рейган виклав свій план законодавства про зниження податків у Овальному кабінеті

Рейган визначив пріоритет скороченням податків перед скороченням витрат, аргументуючи це тим, що менший дохід, врешті-решт, вимагатиме менших витрат. Тим не менше, Рейган вирішив зменшити державні витрати та скасувати програми Великого суспільства, такі як Медікейд та Управління економічних можливостей. У серпні 1981 року Рейган підписав Закон про примирення бюджету 1981 року, який скорочував федеральне фінансування соціальних програм, таких як марки продовольства, шкільні обіди та Медікейд. Загальний Закон про зайнятість та навчання, який передбачав працевлаштування 300 000 працівників у 1980 році, також був скасований, та адміністрація посилила право на допомогу по безробіттю. Помітно відсутнім у скороченні бюджету було Міністерство оборони, яке бачило, що його бюджет збільшується.
Рейган зазнав кількох законодавчих успіхів у перший рік свого перебування на посаді, але його спроби скоротити внутрішні витрати після 1981 року зустріли все більший опір Конгресу. Витрати на такі програми, як додаткові доходи від безпеки, Медікейд, кредит на податок на прибуток та допомога сім'ям з неповнолітніми дітьми, всі зросли після 1982 р. Кількість федеральних цивільних службовців зросла за час перебування Рейгана, з 2,9 млн до 3,1 млн. Політика Рейгана щодо нового федералізму, який прагнув перекласти відповідальність за більшість соціальних програм на уряди штатів, знайшла незначну підтримку в Конгресі.
У 1981 році директор ОМБ Девід Стокман отримав схвалення Рейгана шукати скорочення соціального захисту в 1981 році, але цей план був погано сприйнятий в Конгресі. У 1982 р. Рейган створив двопартійну Національну комісію з реформи соціального забезпечення, щоб винести рекомендації щодо забезпечення довгострокової цілісності соціального забезпечення. Комісія відхилила приватизацію соціального страхування та інші суттєві зміни програми, проте рекомендувала розширити базу соціального захисту (включивши звільнених працівників федеральних та некомерційних організацій), збільшивши податки на соціальне страхування та зменшивши деякі виплати. Ці рекомендації були прийняті в Поправках до соціального забезпечення 1983 р., які отримали двосторонню підтримку. Хоча Рейган уникав скорочення соціального страхування та Медікер для більшості людей його адміністрація намагалася очистити багатьох людей із списку інвалідності. Нездатність Рейгана здійснити значні скорочення соціального забезпечення зміцнила його статус «третьої колії» політики США, і майбутні адміністрації неохоче будуть пропонувати скорочення популярної програми.
| Рік  | Дохід | Витрати | Надлишок / дефіцит | ВВП    | Борг як% від ВВП |
| ---- | ----- | ------- | ------------------ | ------ | ---------------- |
| 1981 | 599.3 | 678.2   | -79.0              | 3138.4 | 25.2             |
| 1982 | 617.8 | 745.7   | -128.0             | 3313.9 | 27.9             |
| 1983 | 600.6 | 808.4   | -207.8             | 3541.1 | 32.1             |
| 1984 | 666.4 | 851.8   | -185.4             | 3952.8 | 33.1             |
| 1985 | 734.0 | 946.3   | -212.3             | 4270.4 | 35.3             |
| 1986 | 769.2 | 990.4   | -221.2             | 4536.1 | 38.4             |
| 1987 | 854.3 | 1004.0  | -149.7             | 4781.9 | 39.5             |
| 1988 | 909.2 | 1064.4  | -155.2             | 5155.1 | 39.8             |
| 1989 | 991.1 | 1143.7  | -152.6             | 5570.0 | 39.3             |

### Дефіцит
Оскільки Рейган не бажав співставляти зниження податків із скороченням витрат на оборону чи соціальне забезпечення, зростання дефіциту стало проблемою. Цей дефіцит посилився внаслідок спаду на початку 1980-х, який вирізав федеральні доходи. Не вдавшись виграти подальше скорочення внутрішніх витрат і піддався тиску для подолання дефіциту, Рейган був змушений збільшити податки після 1981 року. Тим не менш, державний борг більше ніж утричі збільшився між фінансовим 1980 роком та 1989 фінансовим роком, починаючи з 914 млрд доларів США до 2,7 трлн дол. США, тоді як державний борг у відсотках до ВВП збільшився з 33 відсотків у 1981 р. до 53 відсотків у 1989 р. Рейган ніколи не представляв збалансованого бюджету за час свого перебування на посаді.
Прагнучи знизити державний борг, Конгрес прийняв Закон про збалансований бюджет «Грамм-Рудман — Холлінгс», який закликав до автоматичного скорочення витрат, якщо Конгрес не зміг усунути дефіцит за допомогою регулярного процесу формування бюджету. Однак Конгрес знайшов шляхи, щоб автоматичні скорочення та дефіцит продовжували зростати, що врешті-решт призвело до прийняття Закону про примирення бюджету 1990 року.

### Економіка
Рейган вступив на посаду в умовах поганих економічних умов, оскільки країна зазнала стагфляції, явища, в якому і інфляція, і безробіття були високими. Економіка пережила короткий період зростання на початку першого року Рейгана на посаді, але в липні 1981 року занепала в рецесію. Оскільки спад продовжувався в перші два роки президентства Рейгана, багато хто в рамках Рейгана звинувачував політику від Пола Волкера, в Федеральній резервній системі. Волкер прагнув боротися з інфляцією, проводячи політику «жорстких грошей», за якої процентні ставки були встановлені на високому рівні. Високі процентні ставки обмежували б кредитування та інвестиції, що, в свою чергу, знизить інфляцію, підвищить рівень безробіття та, принаймні, в короткостроковій перспективі, зменшить економічне зростання. У 1982 р. безробіття досягло високих показників майже 11 %, рівень бідності зріс з 11,7 до 15 відсотків. Країна вийшла з рецесії в 1983 році, але не всі поділилися однаковою мірою в економічному підйомі, а економічна нерівність та кількість безпритульних осіб зросли протягом 1980-х років. Побоюючись пошкодження довіри до економічного відновлення, Рейган призначив Волкера на другий термін у 1983 році, і Волкер залишився на посаді до 1987 року. Інфляція знизилася до приблизно 3,5 % у 1985 році, тоді як рівень безробіття впав до 5 % у 1988 році. В 1987 році Рейган призначив консервативного економіста Алана Грінспена, на заміну Волкеру. Грінспен очолить Федеральний резерв до 2006 року Грінспен не підвищить процентні ставки в черговій спробі приборкати інфляцію, поклавши початок обвалу фондового ринку в жовтні 1987 року, відомий як «Чорний понеділок», але ринки стабілізувалися та відновилися в наступні тижні.

### Праця
У серпні 1981 р. професійна організація диспетчерів повітряного руху (PATCO), до складу якої входили федеральні працівники, проголосувала за проведення страйку праці з надією отримати кращу оплату праці та пільги. Після голосування Рейган оголосив, що страйкуючих звільнять, якщо вони не повернуться до роботи протягом сорока восьми годин. Після закінчення терміну Рейган звільнив понад 10 000 диспетчерів повітряного руху, тоді як приблизно 40 відсотків членів профспілки повернулися до роботи. Рейгана через страйк жорстоко критикували профспілкові лідери, але це завоювало схвалення його консервативної бази виборців та інших людей. Зрив страйку PATCO деморалізував організовану працю, а кількість страйків різко впала у 1980-х. Багато з яких мали місце, в тому числі в Аризонському страйку мідних шахт 1983, страйк водіїв автобусів Greyhound lines в 1983, а в 1985 році в м'ясокомбінаті Хормел відбувся страйк працівників, закінчився звільненням. Зі згодою призначуваної Рейганом наглядової ради Національної ради з трудових відносин багато компаній також виграли скорочення заробітної плати та виплат від профспілок, особливо у виробничому секторі. За часів Рейгана на посаді частка працівників, які входили до складу профспілки, знизилася з приблизно однієї четвертої загальної кількості робочої сили до приблизно однієї шостої.

### Дерегуляція
Рейган прагнув послабити федеральне регулювання економічної діяльності, і він призначив ключових посадових осіб, які поділяють цю програму. За словами історика Вільяма Леучтенберга, до 1986 року адміністрацією Рейгана ліквідовано майже половина федеральних правил, які існували в 1981 р. Федеральна комісія по зв'язку агресивно дерегулювала мовлення промисловості, виключаючи доктрину по справедливості і інші обмеження. Рейган також усунув численні посади уряду та звільнив численних федеральних службовців, включаючи весь персонал Адміністрації зайнятості та навчання. Міністр внутрішніх справ Джеймс Ватт реалізував політику, покликану відкрити федеральні території для буріння нафти та видобутку поверхні. За словами директора EPA Енна Горшуха, бюджет EPA різко скоротився.

### Імміграція
У 1980-х роках спостерігається найвищий рівень імміграції до США з 1910-х років, а частка населення, народженого за кордоном, досягла найвищого рівня з 1940-х років. Рейган не зосередив увагу на імміграції у своїй адміністрації, але він прийшов підтримати пакет реформ, спонсорований республіканським сенатором Аланом Сімпсоном та демократичним конгресменом Романо Маццолі, який він підписав, як Закон про реформування та контроль імміграції в листопаді 1986 року. Закон зробив незаконним, свідомо наймати або набирати нелегальних іммігрантів, вимагав від роботодавців підтвердження імміграційного статусу своїх працівників та призначив амністію приблизно трьом мільйонам нелегальних іммігрантів, які в'їхали до США до 1 січня 1982 року і постійно проживали в країні. Законопроєкт також містив положення, спрямовані на посилення заходів безпеки на кордоні між Мексикою та США. Після підписання акту на церемонії, що відбулася біля нещодавно оновленої Статуї Свободи, Рейган сказав, «Положення про легалізацію в цьому акті далеко піде на покращення життя класу людей, які тепер повинні ховатися в тіні, не маючи доступу до багатьох переваг вільного та відкритого суспільства. Дуже скоро багато з них, чоловіки та жінки зможуть вийти на сонячне світло і, зрештою, якщо вони захочуть, вони можуть стати американцями». Законопроєкт значною мірою не вдався до припинення нелегальної імміграції, і чисельність населення нелегальних іммігрантів зросла з 5 мільйонів у 1986 році до 11,1 мільйона в 2013 році.

### Кримінальна та протинаркотична політика

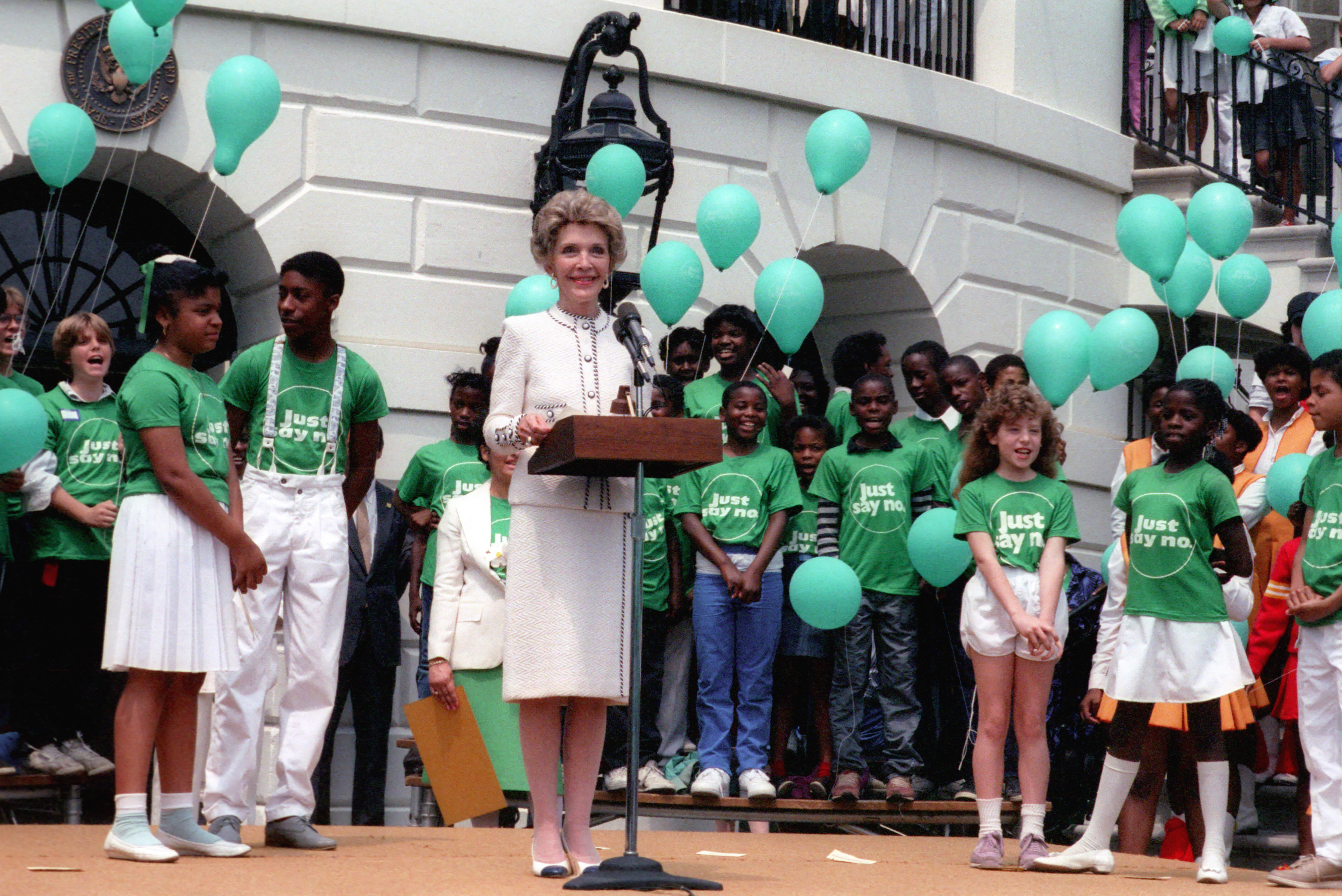
Перша леді Ненсі Рейган на мітингу Just Say No в Білому домі

Невдовзі після присяги на посаду Рейган оголосив більш войовничу політику у «Війні проти наркотиків». Він пообіцяв «заплановану, узгоджену кампанію» проти всіх наркотиків сподіваючись зменшити вживання наркотиків, особливо серед підлітків. «Епідемія тріщин», в результаті якої велика кількість людей залежали від кокаїну і це можливо, зіграло роль у численних вбивствах, як головної сфери. Перша леді Ненсі Рейган зробила Війну з наркотиками своєю основною справою як Першої леді, заснувавши кампанію з інформування про наркотики «Просто скажи ні».
Занепокоєння щодо вживання наркотиків спонукало Конгрес прийняти таке законодавство, як Закон про всебічний контроль над злочинністю 1984 р. та Закон про боротьбу з наркотиками 1986 р. Останній з яких виділив 1,7 мільярда доларів на боротьбу з наркотиками та встановив обов'язкові мінімальні покарання за злочини з наркотиками. Рейган також підписав Закон про зловживання наркотиками 1988 року, який ще більше збільшив кримінальні покарання за вживання наркотиків і створив Управління національної політики контролю над наркотиками. Критики звинувачували, що політика Рейгана сприяла значній расовій нерівності серед тюремного населення були неефективними щодо зменшення кількості наркотиків чи злочинів на вулиці, і це стало великою фінансовою та людською вартістю для американського суспільства. Прихильники стверджували, що кількість підлітків, які вживають наркотики, зменшилася за роки Рейгана на посаді.

### Соціальна політика та громадянські права
Рейган значною мірою не зміг прийняти свою амбітну програму соціальної політики, яка включала федеральну заборону абортів та припинення дегрегації. За підтримки Рейгана консервативний сенатор-республіканець Джессі Хелмс провів спроби перешкодити Верховному суду переглядати державні та місцеві закони, що вимагають проведення шкільної молитви, але сенатори-республіканці, такі як Лоуелл Вейкер та Баррі Голдвотер, заблокували прийняття законопроєкту Гельмса. Незважаючи на відсутність основного законодавства про соціальну політику, Рейган зміг вплинути на соціальну політику за допомогою регламентів та призначення консервативних суддів Верховного Суду.
У 1982 році Рейган підписав законопроєкт про продовження Закону про права голосу на 25 років після того, як лобістське лобіювання та законодавча кампанія змусили його відмовитися від свого плану щодо зняття обмежень цього закону. Він також неохоче прийняв продовження схвальних програм дій та встановлення дня Мартіна Лютера Кінга-молодшого як федеральне свято. Комісія з рівних можливостей зайнятості та Міністерство юстиції притягували до відповідальності набагато менше справ на громадянські права на рік, ніж у Картера. У 1988 році Рейган наклав вето на Закон про відновлення цивільних прав, але його вето було відмінено Конгресом. Рейган стверджував, що законодавство порушує права держав, права церков та власників бізнесу.

За час перебування на Рейгані не було прийнято жодного законодавства про цивільні права для осіб-геїв. Багато хто з адміністрації Рейгана, включаючи директора з питань комунікацій Пета Бюкенена, вороже ставилися до громади геїв, як і багато релігійних лідерів, які були важливими союзниками адміністрації. Права геїв та зростання ВІЛ/СНІДу стали важливою проблемою для громадськості в 1985 році після того, як було розкрито, що актор Рок Гадсон, особистий друг президента Рейгана, лікувався від СНІДу. У міру зростання тривоги громадськості щодо СНІДу Верховний Суд підтримав закон штату, який криміналізував гомосексуальність у справі «Bowers vs Hardwick». Хоча генерал-хірург К. Еверетт Кооп виступав за проведення кампанії з охорони здоров'я, покликаної зменшити розповсюдження СНІДу шляхом підвищення обізнаності та сприяння використанню презервативів, Рейган виступав за відхилення пропозицій Коопа на користь сексуального виховання, яке стосується лише утримання. До 1989 року приблизно 60 000 американців померли від СНІДу, і ліберали рішуче критикували реакцію Рейгана на кризу ВІЛ/СНІДу. Під час кампанії 1980 року Рейган розповів про рух геїв за права людини:
Моя критика полягає в тому, що гей-рух не просто просить громадянських прав, це прохання про визнання та прийняття альтернативного способу життя, який я не вважаю, що суспільство, а також я може потурати.

### Масове спостереження
Посилаючись на занепокоєння національною безпекою, президентська команда з національної безпеки наполягала на більшій силі спостереження на початку першого терміну Рейгана. Їх рекомендації були засновані на передумові, що можливості Федерального уряду в розвідувальній та контррозвідувальній діяльностях були ослаблені президентами Картером і Фордом. 4 грудня 1981 року Рейган підписав Виконавчий наказ 12333. Ця президентська директива розширила могутність урядової розвідувальної спільноти, встановлені норми щодо шпигунства на громадян Сполучених Штатів, постійних мешканців та будь-кого в межах США, а також доручив Генеральному прокурору та іншим розробити подальшу політику та процедури для того, які інформаційні розвідувальні агенції можуть збирати, зберігати та обмінюватися.

### Проміжні вибори 1986 року
На проміжних виборах 1986 року демократи зберегли більшість палат та перемогли під контролем Сенату вперше після виборів 1980 року. Рейган важко проводив агітацію для республіканців Конгресу, і в жовтні 1986 р. опитування New York Times / CBS News встановило, що Рейган має 67-відсотковий рейтинг схвалення. Однак республіканці Сенату того року зіткнулися зі складною картою, оскільки їм довелося захищати 22 з 34 місць, які були обрані для виборів. Республіканські втрати в Сенаті були зосереджені на Півдні та в землеробських штатах. Республіканська втрата сенату виключала можливість подальших основних консервативних законодавств під час управління Рейгана.

## Зовнішні справи

### Ескалація холодної війни
Рейган загострив «холодну війну», прискоривши відмову від політики детенту, розпочатого в 1979 році після радянської навали на Афганістан. Рейган побоювався, що Радянський Союз здобув військову перевагу перед Сполученими Штатами, і адміністрація Рейгана сподівалася, що посилення військових витрат надасть перевагу військовій перевазі США та послабить радянську економіку. Рейган розпорядився провести масове нарощування Збройних сил США, спрямувавши фінансування на бомбардувальник B-1 Lancer, бомбардувальник B-2 Spirit, крилаті ракети, ракету MX та ВМС на 600 кораблів. В відповідь на радянське розгортання СС-20, Рейган курирував НАТО на розгортання ракет Pershing в Західній Німеччині. Президент також рішуче засудив Радянський Союз та комунізм у моральному плані описуючи Радянський Союз «імперією зла». Незважаючи на цю важку риторику, адміністрація Рейгана продовжувала переговори щодо контролю над озброєнням з Радянським Союзом у формі «START». На відміну від «SALT» договори 1970-х років, які встановлюють верхні межі щодо розміру ядерних арсеналів, пропонований договір про START вимагатиме від обох сторін зменшити існуючий ядерний арсенал.

### Доктрина Рейгана
В рамках політики, що стала називатися доктриною Рейгана, адміністрація Рейгана надавала явну та приховану допомогу антикомуністичним рухам опору, намагаючись «відбити» комуністичні уряди, підтримувані радянськими силами, в Африці, Азії та Латинській Америці. У Східній Європі ЦРУ надавало підтримку польській опозиційній групі «Солідарність», забезпечуючи, щоб вона залишалася на плаву в період воєнного стану. Рейган розмістив відділ спеціальних заходів ЦРУ в Афганістані та Пакистані, а ЦРУ сприяло навчанню, оснащенню та керівництву моджахедів сили проти Радянської армії у радянсько-афганській війні. До 1987 року США направляли в Афганістан понад 600 мільйонів доларів США, а також зброю, розвідку та бойову експертизу. Радянський Союз заявив, що вийде з Афганістану в 1987 році, але США зазнали видуву у формі талібів та Аль-Каїди, двох груп, які виникли з моджахедів і які будуть протистояти США у майбутніх конфліктах.

### Іран— контрас
У 1979 році група лівих повстанців у Нікарагуа, відома як Сандиністи, скинула президента Нікарагуа і встановила Даніеля Ортегу як лідера країни. Побоюючись, що комуністи захоплять Нікарагуа, якщо вона залишиться під керівництвом Сандиністів, адміністрація Рейгана уповноважила директора ЦРУ Вільяма Дж. Кейсі озброїти правий контрас. Конгрес, який виступав за переговори між Контрасом та Сандиністами, прийняв поправку Боланду 1982 року, заборонивши ЦРУ та Міністерству оборони використовувати свої бюджети для надання допомоги Контрасам. Ще маючи намір підтримати Контрас, адміністрація Рейгана зібрала кошти для Контрас від приватних донорів та закордонних урядів. Коли Конгрес дізнався, що ЦРУ таємно розмістило морські міни в нікарагуанських гаванах, Конгрес прийняв другу поправку Боланда, яка забороняла надавати будь-яку допомогу Контрас.
Під час свого другого терміну Рейган прагнув знайти спосіб звільнення семи американських заручників, утримуваних Хізбалла, ліванською воєнізованою групою, яку підтримує Іран. Адміністрація Рейгана вирішила продати американську зброю Ірану, який тоді був задіяний у війні Іран-Ірак, сподіваючись, що Іран чинить тиск на «Хізболла», щоб звільнити заручників. Міністр оборони Вайнбергер та держсекретар Шульц виступили проти цієї домовленості, тому її вирішили Радник з національної безпеки Роберт Макфарлейн та його наступник Джон Пойндекстер. Адміністрація Рейгана продала Ірану понад 2000 ракет, не повідомивши про це Конгрес, «Хізболла» звільнила чотирьох заручників, але захопила ще 6 американців. З ініціативи Олівера Норта, помічника Ради національної безпеки, адміністрація Рейгана перенаправляла виручку від продажу ракет в Контрас. На початку листопада 1986 року транзакції стали загальнодоступними, але Рейган спочатку заперечив будь-які правопорушення, але 25 листопада він оголосив, що Пуйндекстер та Норт покинули адміністрацію і що він сформує Комісію для розслідування угод. Через кілька тижнів Рейган попросив колегію федеральних суддів призначити спеціального прокурора, який буде проводити окреме розслідування, а колегія обрала Лоуренса Уолша.
Комісія під головуванням колишнього сенатора республіканців Джона Тауера оприлюднила звіт у лютому 1987 року, який підтвердив, що адміністрація торгувала зброєю для заручників і направляла виручку від продажу зброї Контрасам. У звіті покладено більшу частину вини за операцію на Норта, Пуйндекстера та Макфарлана, але він також критично ставився до Рігана та інших працівників Білого дому. У відповідь на звіт комісії, Рейган заявив: «Її висновки чесні, переконливі та дуже критичні… Наскільки я роздратований щодо діяльності, що проводиться без мого відома, я все ще несу відповідальність за ці дії». Скандал Іран-контрас, як стало відомо, завдав серйозної шкоди президентству Рейгана, викликавши питання щодо компетенції Рейгана та мудрості консервативної політики. Опитування, проведене в березні 1987 року, показало, що 85 відсотків респондентів вважають, що адміністрація Рейгана брала участь в організованому захованні, а половина респондентів вважають, що Рейган брав особисту участь. Довіра адміністрації також сильно пошкодилася на міжнародній арені, оскільки порушила власне ембарго на озброєння Ірану. Конгрес демократів хотіли оголосити імпічмент, але вирішили, що це буде нерозумне використання політичного капіталу проти ослабленого президента, Демократи також були дещо молійовані рішенням Рейгана замінити начальника штабу Рігана на Говарда Бейкера.
Розслідування факту скандалу Іран-Контрас продовжувалося після того, як Рейган пішов з посади, але фактично було припинено, коли президент Джордж Буш помилував міністра оборони Каспара Вайнбергера до початку судового розгляду. Слідчі не знайшли переконливих доказів того, що Рейган знав про допомогу, надану Контрасам, але у доповіді Уолша зазначалося, що Рейган «створив умови, які зробили можливими злочини, вчинені іншими», і «свідомо брав участь або згоду прикривався до скандалу».

### Кінець холодної війни

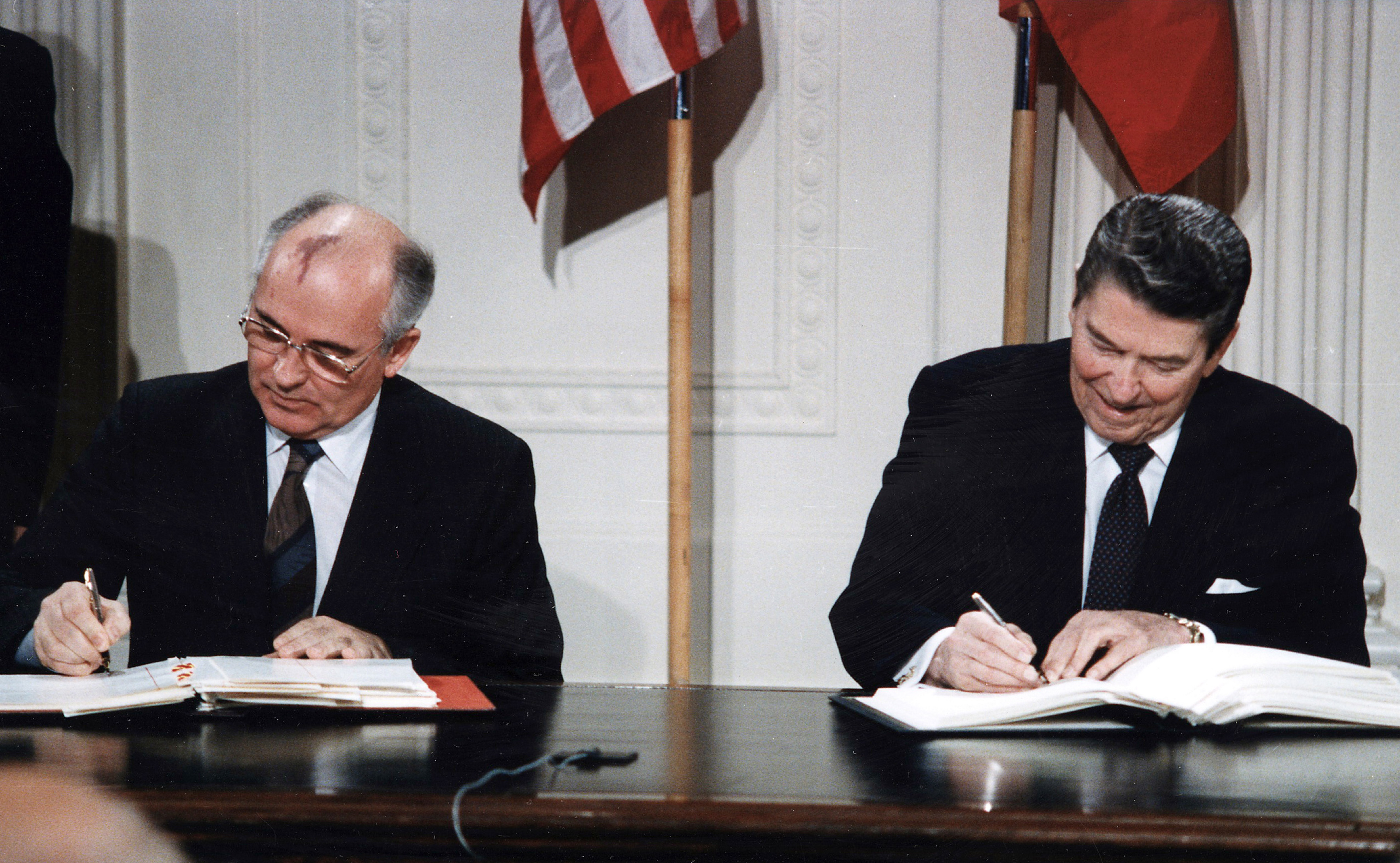
Горбачов і Рейган підписали Договір про INF у Білому домі, 1987 рік

Троє різних радянських лідерів загинули між 1982 і 1985 роками, залишивши Союз з нестабільним керівництвом, поки Михайло Горбачов не прийшов до влади в 1985 році. Хоча Радянський Союз не прискорив військові витрати під час військового нарощування Рейгана, їх великі військові витрати, у поєднанні з колективізованим землеробством та неефективним плановим виробництвом були важким тягарем для радянської економіки. Горбачов був менш ідеологічно жорстким, ніж його попередники, і він вважав, що Радянському Союзу терміново потрібні економічні та політичні реформи. У 1986 р. він запровадив свої реформи перебудови та гласності, які змінили б політичні та економічні умови Радянського Союзу. Прагнучи зменшити військові витрати та мінімізувати можливість ядерної війни, він також прагнув відновити переговори зі Сполученими Штатами щодо контролю над озброєнням.
Оскільки його вплив на внутрішні справи зменшився під час другого терміну, Рейган все більше концентрувався на відносинах з Радянським Союзом. Рейган визнав зміни в напрямку радянського керівництва при Горбачові і перейшов до дипломатії з метою заохочення радянського лідера дотримуватися значних угод про озброєння. Особиста місія Рейгана полягала в тому, щоб створити світ, не вільний від ядерної зброї, який, за словами Джека Ф. Матлока-молодшого, посла Рейгана в Москві, він вважав «абсолютно нераціональним, абсолютно нелюдським, корисним ні для чого, крім вбивства, можливо, руйнування життя на землі». Горбачов та Рейган домовилися про зустріч на Женевському саміті 1985 року, де вони опублікували спільну заяву, вказуючи на те, що ні США, ні Радянський Союз «не прагнуть досягти військової переваги». Два лідери розпочали приватне листування після саміту, і кожен з дедалі більшим оптимізмом ставився до переговорів щодо контролю над озброєнням. Готовності Рейгана до переговорів з Союзом протистояли багато консерваторів, зокрема Вайнбергер, консервативний оглядач Джордж Вілл писав, що Рейган «підносить бажане мислення до статусу політичної філософії».
Різні питання, включаючи розвідувальні операції, здійснені обома країнами, і напруженість у Німеччині та Афганістані, загрожували запобігти можливості угоди між США та Радянським Союзом. Тим не менше, і Горбачов, і Рейган погодилися продовжувати переговори щодо контролю над озброєнням на саміті Рейк'явік у жовтні 1986 року. На саміті Горбачов та Рейган уклали угоду про значне скорочення або ліквідацію ядерних запасів як США, так і Радянського Союзу протягом десятирічного періоду, але угода розпалася через розбіжності щодо розвитку SDI. Рейган напав на Горбачова у виступі 1987 року у Західному Берліні, але переговори тривали. Горбачов і Рейган зламали ситуацію, домовившись вести переговори про окремі договори щодо ядерних сил проміжних (таких як балістичні ракети середньої дальності) та стратегічних озброєнь (таких як міжконтинентальні балістичні ракети).
Маючи основу для угоди, Рейган та Горбачов зустрілися на Вашингтонському саміті 1987 року. Вони підписали Договір про ядерні сили середнього дальності (Договір INF), який зобов'язав обох країн, що підписалися, повністю скасувати відповідні запаси ракет малої та середньої дальності. Угода вперше відзначила, що США та Радянський Союз взяли на себе зобов'язання ліквідувати тип ядерної зброї, хоча вона передбачала демонтаж лише близько двадцятої світового арсеналу ядерної зброї. Договір також встановив режим інспекцій, покликаний забезпечити, щоб обидві сторони дотримувалися цієї угоди. Окрім Договору про INF, Рейган та Горбачов обговорили потенційний стратегічний договір про озброєння, відомий як START, але SDI продовжував залишатись важливою суперечкою. У травні 1988 року Сенат проголосував 93 «за» ратифікацію Договору про INF.
Незважаючи на те, що на нього напали консерватори, такі як Джессі Гельмс, Договір про INF забезпечив великий приріст популярності Рейгана внаслідок ірансько-контрасної справи. Почалася нова ера торгівлі та відкритості між двома державами, і США та Радянський Союз співпрацювали з міжнародних питань, таких як Ірано-Іракська війна. Коли Рейган відвідав Москву на четвертому саміті з Горбачовим у 1988 році, його розцінили як знаменитість Союзу. Журналіст запитав у президента, чи все ще він вважає Радянський Союз імперією зла. — Ні, — відповів він, — я говорив про інший час, іншу епоху. На прохання Горбачова Рейган виступив з промовою про вільні ринки в Московському державному університеті. У грудні 1988 року Горбачов фактично відмовився від доктрини Брежнєва, проклавши шлях демократизації у Східній Європі. У листопаді 1989 року, через десять місяців після того, як Рейган пішов з посади, Берлінська стіна впала. Холодна війна була неофіційно оголошена на саміті на Мальті наступного місяця.

### Вільна торгівля

Карта світу з виділенням країн, які відвідав Рональд Рейган під час президента

Під час президентської кампанії 1980 р. Рейган запропонував створити спільний ринок у Північній Америці. Вступивши на посаду, Рейган підписав Закон про торгівлю та тарифи 1984 р., який надав президенту «швидкий шлях» повноважень у переговорах щодо угод про вільну торгівлю. У 1985 році Рейган підписав Угоду про вільну торгівлю Ізраїль-США, першу двосторонню угоду про вільну торгівлю в історії США. У 1988 р. Рейган та прем'єр-міністр Канади Брайан Малруні підписали Угоду про вільну торгівлю між Канадою та США, що значно зменшило торговельні бар'єри між США та Канадою. Цей торговий пакт буде служити основою для Північноамериканської угоди про вільну торгівлю між США, Канадою та Мексикою.

### Міжнародні подорожі
Під час свого президентства Рейган здійснив 25 міжнародних поїздок до 26 різних країн на чотирьох континентах — Європі, Азії, Північній Америці та Південній Америці. Він здійснив сім поїздок до континентальної Європи, три — до Азії та один — до Південної Америки. Він, мабуть, найкраще запам'ятався своїми виступами на 40-й річниці висадки в Нормандії, за свою жагучу промову біля Берлінської стіни, зустрічі на вищому рівні з Михайлом Горбачовим та катання на конях з королевою Єлизаветою II у Віндзорському парку.

## Президентські вибори

### Вибори 1984 року

Результати виборів 1984 року.

Рейтинги Рейгана впали після його першого року в офісі, але вони відскочили назад, коли Сполучені Штати почали виходити з рецесії в 1983 р. провідними кандидатами в демократичних президентських праймеріз 1984 року, були колишній віце-президент Волтер Мондейл, сенатор Гері Харт з Колорадо та афро-американський активіст за громадянські права Джессі Джексон. Хоча Харт виграв кілька праймеріз, Мондейл врешті виграв номінацію. Мондейл вибрав жінку Конгресвумен Джеральдін Ферраро своєю напарницею в надії на підтримку його кампанії, тим самим зробивши Ферраро першою жінкою, яка висунулася на посаду віце-президента від партії. Приймаючи демократичну номінацію, Мондейл атакував політику Рейгана щодо довкілля, соціального забезпечення, ядерної зброї, цивільних прав та інших питань, заявивши, що адміністрація Рейгана «з багатими, і для багатих». Він також розкритикував федеральний борг, накопичений за перший термін Рейгана, заявивши, «…Бюджет буде видалений. Податки піднімуться. А той, хто скаже, що цього не зробить, не скаже правду американському народові».
Тим часом Рейган взагалі відмовився пропонувати нові законодавчі пропозиції щодо своєї передвиборної кампанії, замість цього зосередившись на таких подіях, як влаштовані США, літні Олімпійські ігри 1984 року та 40-річчя висадки в Нормандії. Здатність Рейгана виконувати обов'язки президента протягом другого терміну поставили під сумнів деякі спостерігачі, особливо після слабких результатів на перших президентських дебатах. Його очевидна розгублена і забудькувата поведінка була очевидна його прихильникам, раніше вони знали його розумним і дотепним. Почали поширюватися чутки, що у нього хвороба Альцгеймера. Рейган відскочив під час другої дискусії і зіткнувся з питаннями про його вік, відмовившись: «Я не зроблю вік питанням цієї кампанії. Я не збираюся експлуатувати в політичних цілях молодь і недосвідченість мого опонента», що викликало оплески та сміх, навіть від самого Мондейла.
Опитування громадської думки послідовно демонструвало лідерство Рейгана в кампанії 1984 року, і Мондейл не зміг стримати гонку. Зрештою, Рейган переміг на повторних виборах, вигравши 49 штатів з 50. Мондейл виграв лише свій домашній штат Міннесота та округ Колумбія (який завжди голосує за демократів). Рейган виграв рекордних 525 голосів виборців і отримав 59 % голосів народу до 41 % Мондейла. У порівнянні з 1980 р. Найбільш сильні здобутки Рейгана прийшли серед білих південних виборців, і він також особливо виграв серед виборців католиків, виборців у віці від вісімнадцяти до двадцяти дев'яти років та виборців віком понад шістдесят. Під час паралельних виборів у Конгрес республіканці зберігали контроль над Сенатом, а демократи зберігали контроль над Палатою.

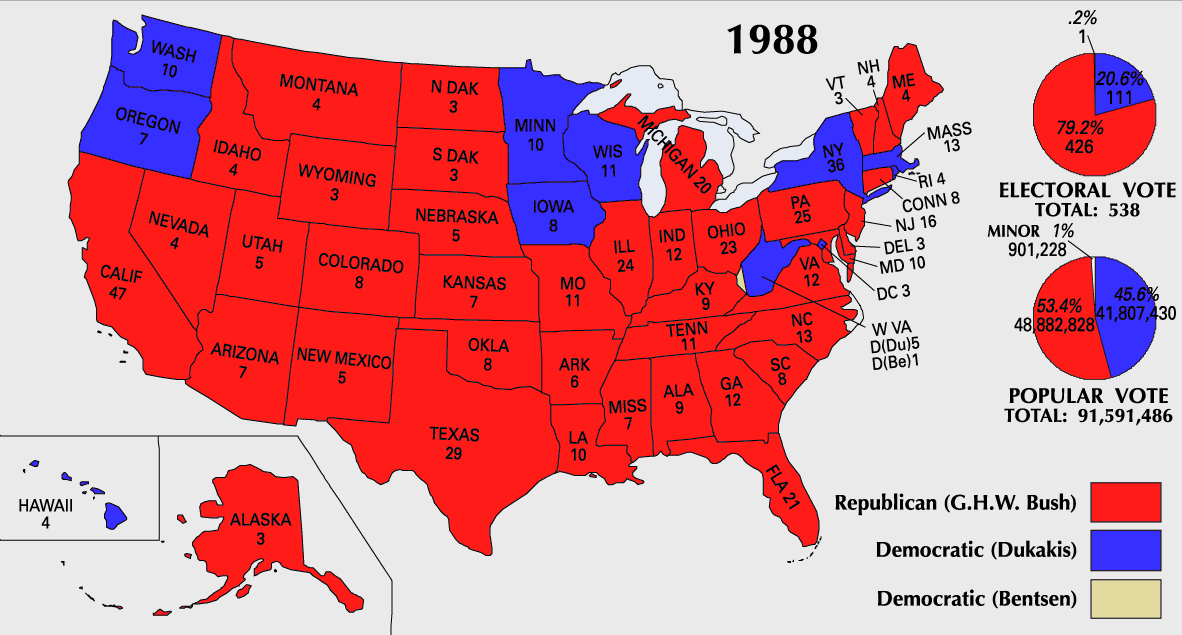
Результати виборів 1988 року.

### Вибори 1988 року
Рейган залишався публічно нейтральним у республіканських президентських праймеріз 1988 року, але приватно підтримував віце-президента Буша проти сенатора Боба Доула. Республіканська національна конвенція 1988, на якій обрали Буша кандидатом на пост президента, а також виступала як святкування президентства Рейгана. Демократи висунули Майкла Дукакіса, губернатора ліберального штату Массачусетс. Після Демократичної національної конвенції 1988 року, Дукакіс очолив виборчі дільниці на сімнадцять пунктів, але Буш за допомогою Договору про потужну економіку усунув розрив, коли наблизилися вибори. Демократи намагалися пов'язати Буша зі скандалом Іран-Контрас, але Буш заявив, що він не був причетний. Республіканці фактично поставили Дукакіса «м'яким» у питаннях злочинності та зовнішньої політики, захопивши помилування Дукакіса Віллі Хортона та його безстрашну відповідь на питання щодо смертної кари. На президентських виборах 1988 року Буш переміг Дукакіса, набравши 53,4 відсотка голосів населення та 426 голосів виборців. Вибори мали найнижчу явку виборців, які мали право вибору, з 1924 року. На паралельних виборах до конгресу демократи зберігали контроль над Палатою та Сенатом. Значною мірою через його відносини з Радянським Союзом Рейган пішов з посади з рейтингом схвалення в шістдесят вісім відсотків.

## Оцінка президентства

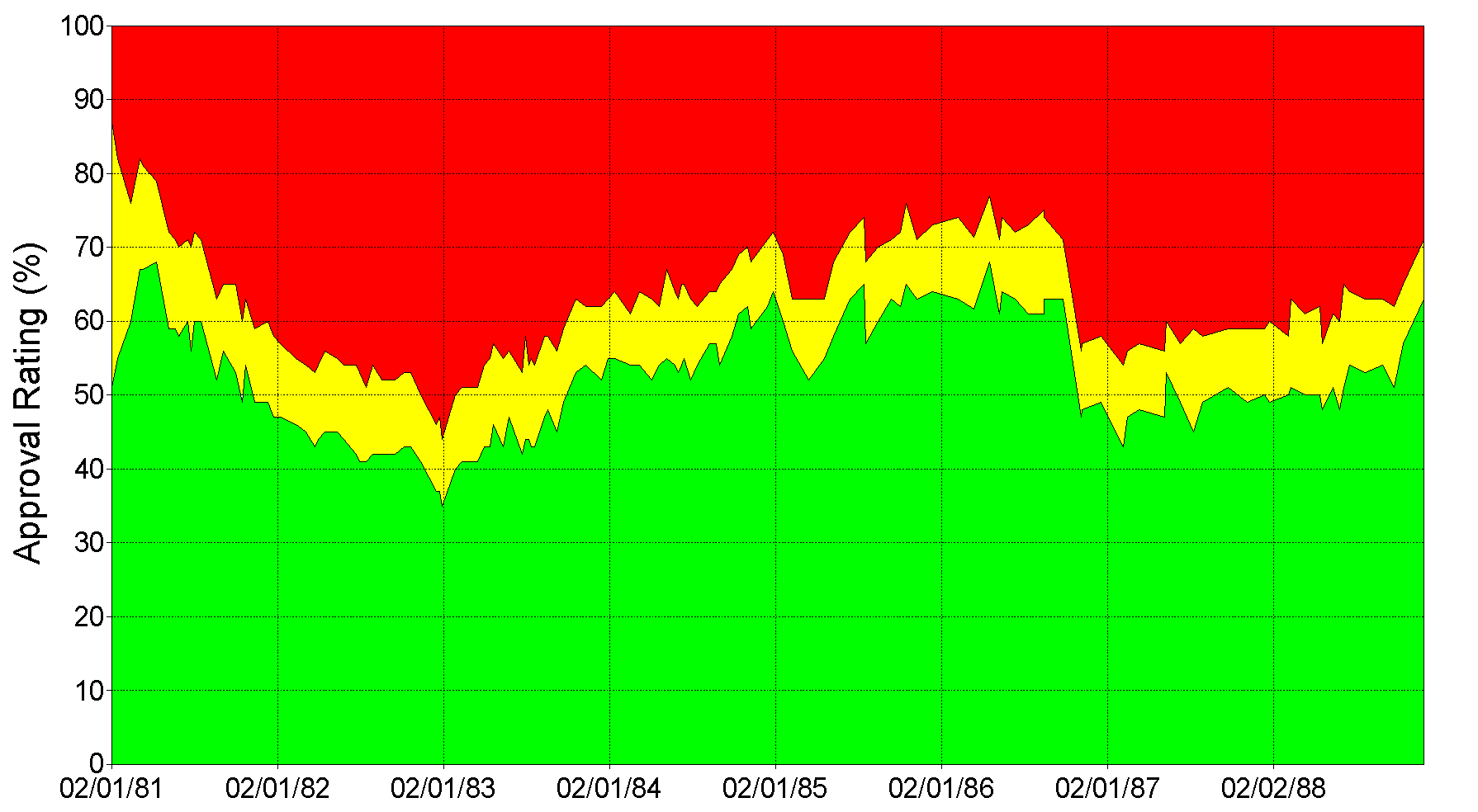
Графік рейтингів схвалення Рейгана в опитуваннях Gallup

Після того, як Рейган пішов з посади в 1989 році, між вченими, істориками та широкою громадськістю навколо його спадщини відбулися значні дискусії. Прихильники вказали на більш ефективну та процвітаючу економіку в результаті економічної політики Рейгана зовнішньополітичних тріумфів, включаючи мирне припинення холодної війни та відновлення американської гордості та моралі. Прихильники також стверджують, що Рейган відновив віру в американську мрію після падіння впевненості в Америці та самоповаги за сприйняття слабкого керівництва Джиммі Картера, особливо під час кризи з заручниками Ірану. Рейган залишається важливим символом американського консерватизму, майже так само, як Франклін Рузвельт продовжував слугувати символом лібералізму ще довго після власної смерті.
Критики стверджують, що економічна політика Рейгана призвела до зростання дефіциту бюджету більшого розриву в багатстві та збільшення бездомності. Ліберали особливо не схвалювали одночасне зниження податків Рейгана для заможних та скорочення виплат для бідних. Деякі критики стверджують, що справа Іран-Контрас знизила американський авторитет. У своїй популярній книзі «Підйом і падіння великих держав» історик Пол Кеннеді стверджував, що високий рівень захисту Рейгана врешті призведе до занепаду Сполучених Штатів як великої держави. Лідерство Рейгана та розуміння питань також були поставлені під сумнів, і навіть деякі члени адміністрації критикували пасивну поведінку Рейгана під час зустрічей з працівниками та членами кабінету. Річард Пайпс, член Ради національної безпеки, розкритикував Рейгана як «дійсно загубленого, поза його глибиною, незручного» на засіданнях НБК. Інший член NSC, Колін Пауелл, розкритикував Рейгана за «пасивний стиль управління який поклав на нас величезне навантаження».
Незважаючи на триваючу дискусію щодо його спадщини, багато вчених-консерваторів і лібералів погоджуються, що Рейган був одним з найвпливовіших президентів з часів Франкліна Рузвельта, залишивши свій відбиток на американській політиці, дипломатії, культурі та економіці завдяки ефективному спілкуванню, відданому патріотизму та прагматичності. Після того, як він пішов з посади, історики досягли консенсусу, як резюмував британський історик М. Дж. Хіл, який виявляє, що вчені зараз погоджуються з тим, що Рейган реабілітував консерватизм, повернув націю вправо, практикував значно прагматичний консерватизм, що врівноважував ідеологія та обмеження політики, відродили віру в президентство та в американський виняток, і сприяв перемозі в холодній війні. Х'ю Гекло стверджує, що сам Рейган не зміг відмовити державу добробуту, але що він сприяв зміні настроїв, що призвело до поразки зусиль щодо подальшого розширення соціальної держави. Гекло також стверджує, що президентство Рейгана зробило американських виборців та політичних лідерів більш толерантними до дефіциту та більшою мірою проти оподаткування податків. У 2017 році опитування науковців C-SPAN визнало Рейгана дев'ятим найкращим президентом. Опитування президентів Американської асоціації політичних наук та секції виконавчої політики у 2018 році також визнало Рейгана дев'ятим найкращим президентом. Опитування істориків 2006 року визнало, що справа Іран-Контрас є дев'ятою найгіршою помилкою американського президента.